# Polizeiruf 110: Heilig sollt ihr sein!
Heilig sollt ihr sein! ist ein Fernsehfilm aus der Krimireihe Polizeiruf 110. Die 385. Folge innerhalb der Filmreihe Polizeiruf 110 wurde am 3. Mai 2020 erstgesendet. Es ist der 17. Fall von Kriminalhauptkommissarin Olga Lenski und der neunte mit Kriminalhauptkommissar Adam Raczek.

## Handlung
Die 16-jährige Larissa Böhler ist schwanger, beteuert jedoch, keinen Geschlechtsverkehr gehabt zu haben. In ihrer Verzweiflung will sie sich von der Stadtbrücke, die Frankfurt (Oder) und Słubice verbindet, in die Oder stürzen. Der tief religiöse Jonas Fleischauer, der sich für den Propheten Elias hält, überzeugt sie, nicht zu springen. Er behauptet, Larissas Kind sei ein besonderer, auserwählter Mensch.
Eine Woche später liegt Larissa in einem Frankfurter Krankenhaus und erwartet einen Schwangerschaftsabbruch mit embryopathischer Indikation aufgrund ihrer psychischen Ausnahmesituation und der Prognose, dass das Kind schwerstbehindert mit Trisomie-18 auf die Welt kommen wird. Der Chefarzt wurde kurz zuvor in einer polnischen Zeitung als 'Mörder des Messias' angeprangert.
Fleischauer schleicht sich in den OP und führt bei Larissa einen Kaiserschnitt durch, den er mit seinem Smartphone aufnimmt. Er legt Larissa das Kind in den Arm, betätigt den Notfallknopf und flüchtet. Das Kind ist entgegen den pränatalen Untersuchungen vollkommen gesund, Larissa erliegt jedoch, ohne dass dies von Fleischauer gewollt war, den Folgen des unfachmännisch vollzogenen Kaiserschnittes. Auffallend ist ein Muttermal hinter dem Ohr des Kindes: Jonas Fleischauer war dieses Merkmal in einem Traum erschienen.
Larissas Eltern machen sich wegen des Schicksals ihrer Tochter schwere Vorwürfe. Auch sie werden wegen des vermeintlichen Kindsmords angefeindet: Im Treppenhaus ihrer Wohnung sind Beschimpfungen an die Wände geschmiert. Als sie mit Larissa auch noch ihr einziges Kind verlieren, verletzt sich der Vater selbst und wird zum Eigenschutz in der Psychiatrie untergebracht. Die Mutter nimmt sich aus Verzweiflung das Leben.
Fleischauer stellt ein Video seiner grausamen Tat online, in welchem er das Neugeborene zum 'letzten Geschenk Gottes' erklärt, und flüchtet zu seiner Mutter nach Słubice. Lenski und Raczek fahnden grenzübergreifend nach dem jungen Mann wegen schwerer Körperverletzung mit Todesfolge. Als Fleischauers Mutter von der Tat ihres Sohnes erfährt, wendet sie sich an ihren Priester mit der Bitte, mit ihm einen Exorzismus durchzuführen. Jonas Fleischauer, der noch nichts von Larissas Tod weiß, weist dies jedoch zurück und versteht sich als von Gott beauftragter Mensch mit dem Namen des biblischen Elias, seit Fleischauers in Berlin lebender Vater krank war und behauptete, durch seinen Sohn geheilt worden zu sein. Dies beförderte offenbar Fleischauers religiösen Wahn. Im Laufe der Handlung wird offenbar, dass Fleischauer auf Drängen seiner Mutter bereits seit Jahren mehrmals in der Woche den Priester aufsuchen musste, was an der Psyche des Jungen nicht ohne Spuren geblieben ist.
Raczek kümmert sich nebenbei um seine an Darmkrebs erkrankte Mutter aus Polen, die ihn nach fünf Jahren das erste Mal wieder kontaktiert und nach der Trennung von seiner Frau in seiner neuen, noch gänzlich unrenovierten Wohnung besucht. Die Mutter steht einer Operation zwiespältig gegenüber: Sie lässt sich dazu nur schwer von ihrem Sohn überzeugen, vertraut eher auf Wunderheilung und macht ihr Schicksal an einem göttlichen Willen fest.
Fleischauer kann schließlich in der Pathologie des Krankenhauses festgenommen werden, nachdem er sich dort eingeschlichen hat, um Larissas Leichnam 'mit Gottes Hilfe' (letztlich erfolglos) wiederzubeleben. In der Untersuchungshaft lehnt er den Pflichtverteidiger ab. Er gibt gegenüber Raczek detailliert Auskunft zu den Motiven seiner Tat und gesteht seine Schuld an Larissas Tod ein. Während sich Raczek den Schilderungen aufgeschlossen zeigt, ist Lenski empört über das Vorgehen Raczeks.
Im Untersuchungsgefängnis wird Fleischauer, dessen Tat auch dort bekannt ist, als Wunderheiler verhöhnt und zusammengeschlagen. Er wird auf die Krankenstation verlegt, wo er auf die Punkerin Sammy Fauler trifft, die ihren Bruder im Drogenrausch erstochen und verbrannt hat. Auch sie war im Gefängnis bei einer Schlägerei mit Mithäftlingen verletzt worden und trägt ein Muttermal hinter dem Ohr, das dem des Säuglings von Larissa ähnelt. Jonas Fleischauer schleicht sich in ihre Zelle, macht sie auf ihre vermeintliche spirituelle Eigenschaft hin und umarmt sie. Sammy Fauler nutzt diese Chance, um aus dem Gefängnis zu entkommen, indem sie Fleischauer als Geisel nimmt.
Raczek erfährt auf dem Weg zur Klinik, in der seine Mutter operiert werden soll, von der Geiselnahme. Die Mutter drängt Raczek, sie mit an den Tatort zu nehmen, weil sie insgeheim überzeugt ist, dass Fleischauer ihre Krebserkrankung heilen kann. Während der auf Deeskalation gerichteten Verhandlung mit der Geiselnehmerin, die ein Fluchtauto verlangt, nähert sich Raczeks Mutter Fleischauer, woraufhin Sammy Fauler von Fleischauer ablässt und stattdessen Raczeks Mutter in ihre Gewalt bringt. Raczek legt aus Angst um seine Mutter seine Waffe ab, mit der die Geiselnehmerin Fleischauer, der die Waffe auf sich selbst richtet, unabsichtlich erschießt. Sie wird anschließend überwältigt. Der durch seine Schuld an Larissas Tod offenbar lebensmüde Fleischauer bedankt sich sterbend bei Lenski und sagt, dass ja überall Liebe sei. Daraufhin bricht Raczek weinend zusammen.
In der Schlussszene besucht Larissas Vater Simon Böhler sein gesundes Enkelkind, während Raczek seine Mutter in der Klinik besucht.

## Hintergrund
Der Film wurde vom 5. November 2019 bis zum 6. Dezember 2019 in Frankfurt (Oder), Słubice und Berlin gedreht.

## Kritiken
„Klar, Wunder gibt es immer wieder. Aber dieser "Polizeiruf" hat einige zu viel davon im Plot. […] Auch der aktuelle "Polizeiruf" ist am konsequentesten, wenn sich die Filmemacher trauen, in der Logik der Hauptfigur zu bleiben; wenn wir ein paar riskante Augenblicke lang in dem Eiferer einen Erlöser zu erkennen glauben. Der Film besitzt tatsächlich ein paar dieser verstörenden What-if-Momente.“

Der Film-Dienst vergab einen von fünf möglichen Sternen und kritisierte: „Konfuser und gänzlich unglaubhafter (Fernseh-)Krimi, der mit groben Überzeichnungen und überflüssigen Verdoppelungen die Geduld strapaziert. Eine Auseinandersetzung mit Glauben und Zweifel misslingt ebenso wie eine Einlassung auf fundamentalistische Strömungen in Polen.“
RP-online rezensiert, dass der Krimi hart und düster sei, fassungslos, betroffen und auch immer wieder wütend mache. Gleichzeitig wirke die Folge auch rätselhaft, weil längst nicht alle Details am Ende aufgeklärt würden.

## Einschaltquoten
Die Erstausstrahlung von Heilig sollt ihr sein! am 3. Mai 2020 wurde in Deutschland von 6,9 Millionen Zuschauern gesehen und erreichte einen Marktanteil von 19,3 % für Das Erste.